# Períptero

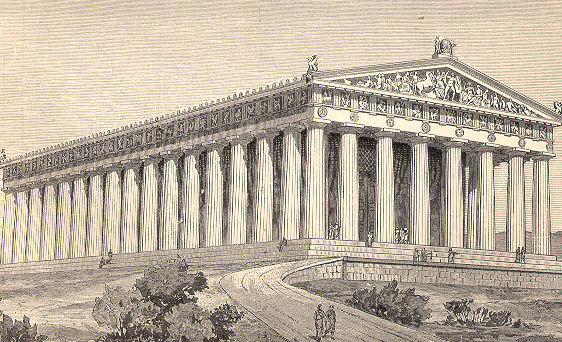
Desenho idealizado do Pártenon de Atenas.

Modelo de um templo perípteral.

Períptero (do grego περίπτερος) é o edifício que está rodeado de colunas alinhadas de cada um dos seus lados, formando um peristilo exterior.
Esta composição arquitectónica foi muito comum na arquitectura grega clássica, pelo menos desde a época da arquitectura em madeira do século VIII a.C.
Foi utilizada, embora de forma excepcional, no Antigo Egipto.

## Exemplos de edifícios perípteros
- Templo do Pártenon em Atenas
- Templo de Apolo Epicuro em Bassae
- Maison Carrée em Nîmes, França
- Templo de Garni na Arménia
- Templo de Afaia em Egina

Edifícios neoclássicos:
- Igreja de la Madeleine em Paris
- Palácio da Bolsa de Paris (Palácio Brongniart)